# 國府多賀城車站
國府多賀城車站（日语：／ Kokufu-tagajō eki */?）是由東日本旅客鐵道（JR東日本）所經營的鐵路車站，位於日本宮城縣多賀城市。本站是JR東北本線沿線的車站，由JR東日本仙台分社負責管轄，也是JR東日本委託子公司東北綜合服務（東北総合サービス）代為經營的業務委託車站，並由多賀城車站負責管理。
站名源自於車站所在地附近的古代陸奧國國府多賀城，雖然在車站籌設初期曾有過多賀城政廳的臨時站名，但在實際啟用前還是根據公開招募的方式，確定使用目前的站名。

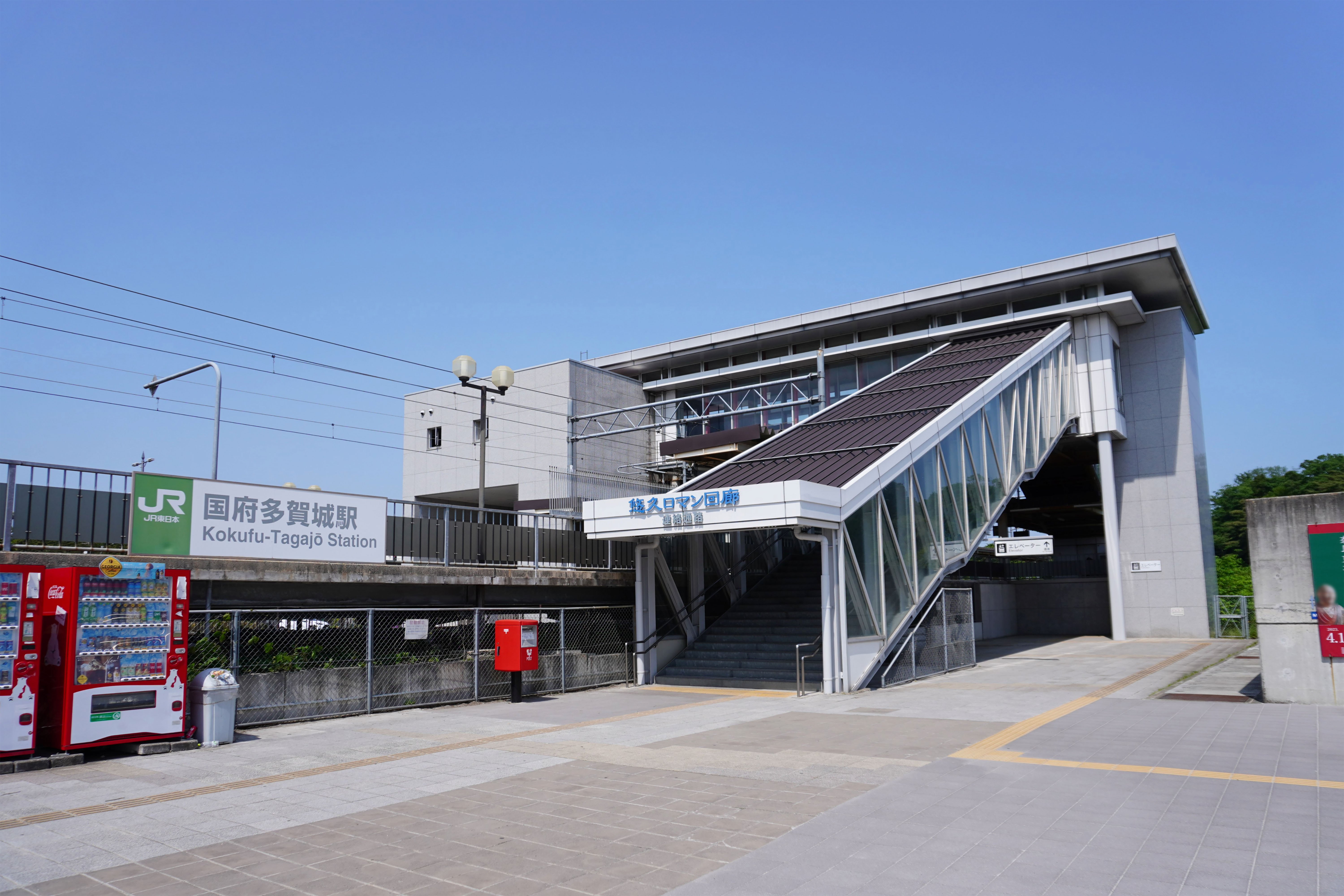
南口（2023年5月）

## 車站結構

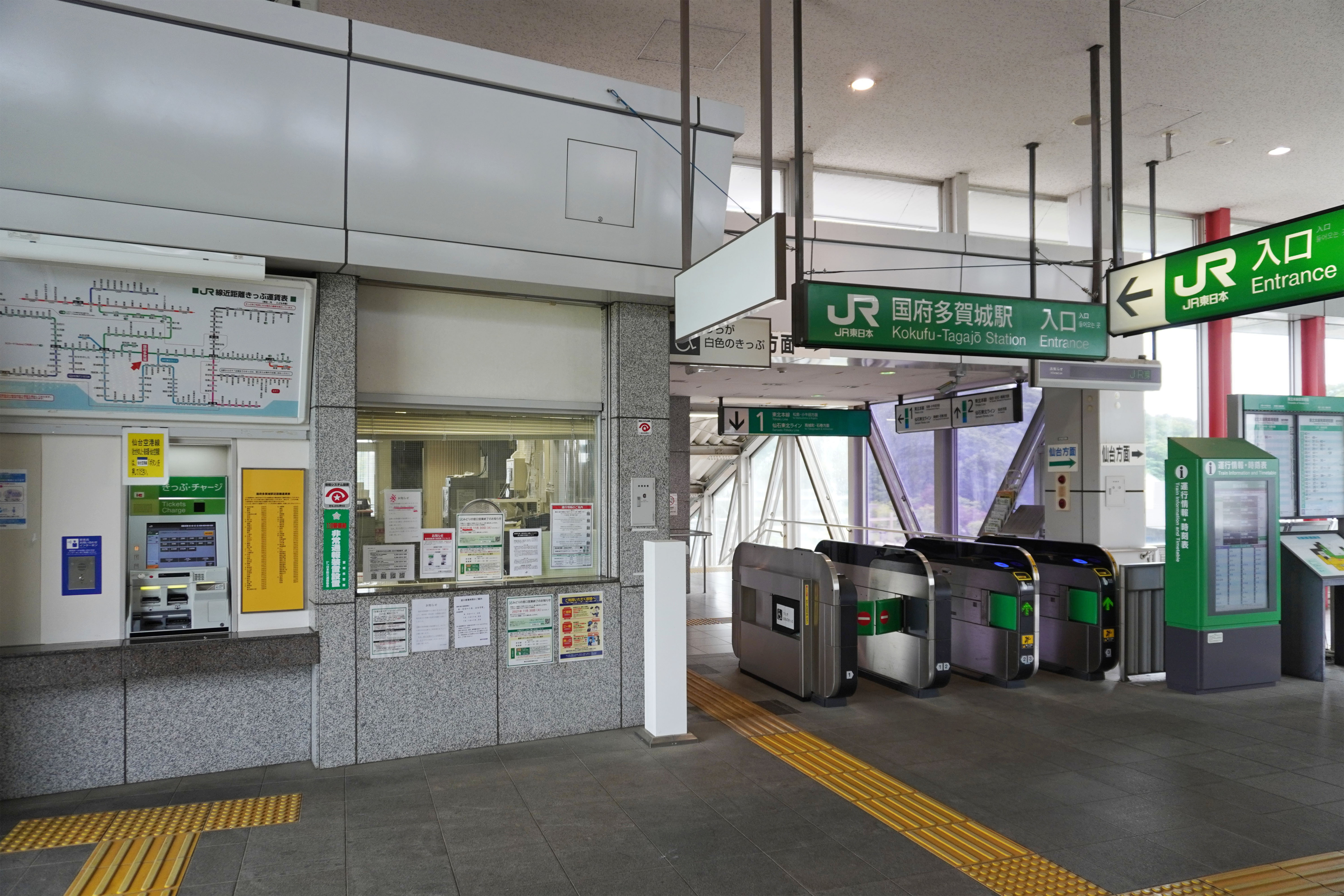
驗票閘口（2023年5月）

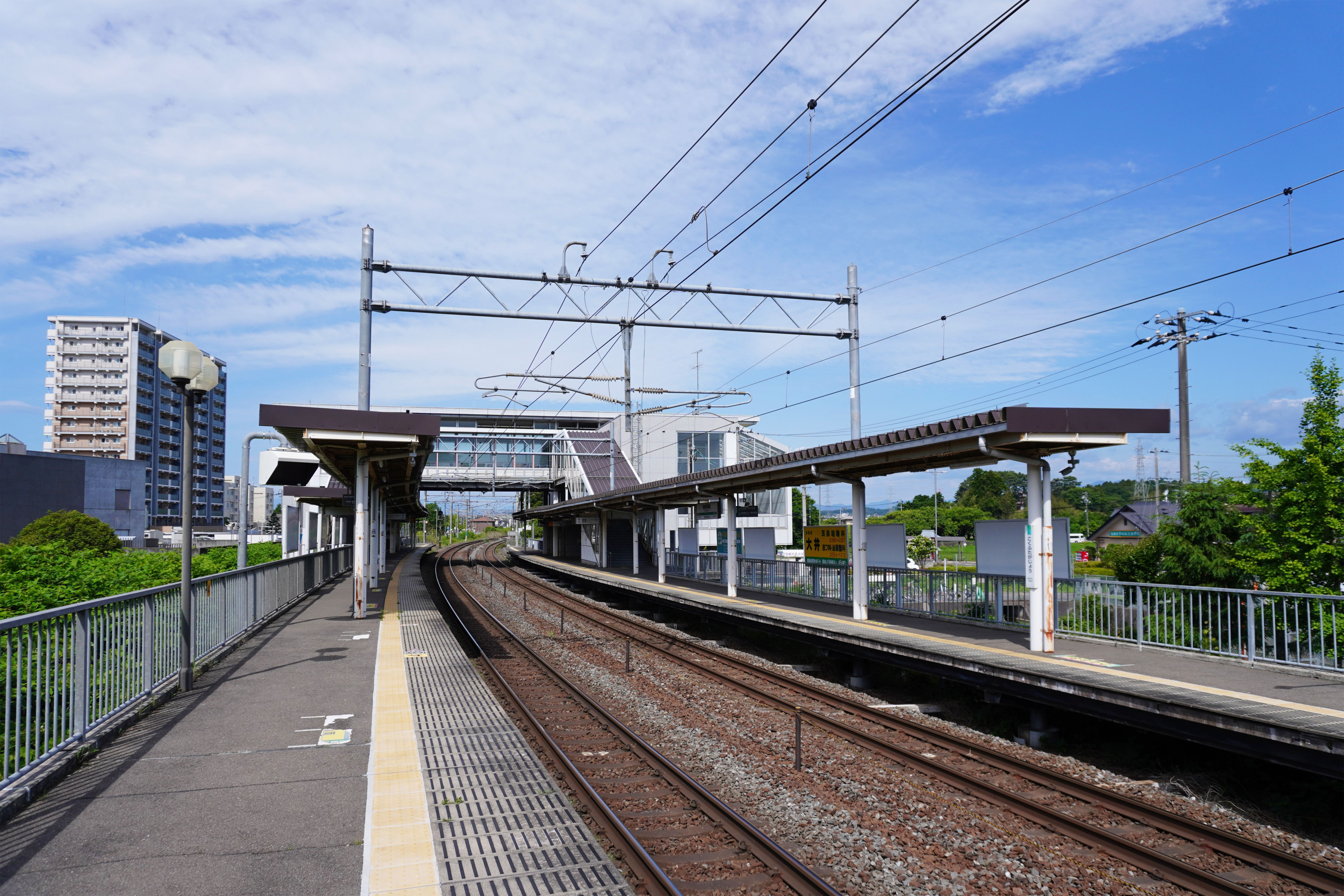
月台（2023年6月）

本站為擁有對向式月台2面2線的地面車站，並設有跨站式站房。

### 月台配置
| 月台 | 路線                          | 方向 | 目的地                 |
| ---- | ----------------------------- | ---- | ---------------------- |
| 1    | ■東北本線                     | 下行 | 鹽釜、松島、小牛田方向 |
| 1    | ■仙石東北線                   | 下行 | 鹽釜、高城町、石卷方向 |
| 2    | ■東北本線 （包括■仙石東北線） | 上行 | 仙台、白石、福島方向   |

## 相鄰車站
東日本旅客鐵道
■東北本線（包括■■仙石東北線）
□特別快速、■快速（紅快速）
通過
■快速（綠快速）、■普通
陸前山王－國府多賀城－鹽釜

## 外部連結
- （日語）國府多賀城車站（JR東日本）（页面存档备份，存于）